# Pere Ubu
Pere Ubu es una banda estadounidense de rock formado en 1975 en Cleveland, Ohio. El único miembro constante en la larga historia del grupo es el cantante fallecido David Thomas. El grupo toma su nombre del personaje "Père Ubu" (padre Ubú) de la obra de teatro francesa Ubú Rey de Alfred Jarry. Aunque Pere Ubu nunca han sido muy populares suelen ser etiquetados como rock underground, han sido un grupo influyente y aclamado por la crítica.
Acerca de la banda, la crítica ha emitido opiniones como que es "el único grupo de rock and roll expresionista que hay en el mundo", y que "Pere Ubu serán recordados como el grupo más importante que haya aparecido en los Estados Unidos durante la última década y media. O si no, serán completamente olvidados".
En el libro 1001 discos que hay que escuchar antes de morir escrito por el crítico británico Robert Dimery y con un prefacio del cofundador de la revista Rolling Stone, Michael Lydon, figuran sus dos primeros álbumes: "The Modern Dance" y "Dub Housing".
El grupo a pesar de su poco éxito, varios grupos y músicos como: Joy Division, Pixies, Hüsker Dü, Guided by Voices, R.E.M., Julian Cope, Henry Rollins, Thomas Dolby, entre otros; reconocieron y mencionaron estar influenciados de Pere Ubu.

## Integrantes

### Formación Actual
- Keith Moliné  - guitarra (2002, 2005 - actualmente)
- Michele Temple - bajo (1994 - actualmente)
- Alex Ward - guitarra, clarinete (2022 - actualmente)
- Steve Mehlman - batería (1995 - 2018, 2024 - actualmente)
- Andy Diagram - trompeta (1999, 2007, 2022 - actualmente)
- Jack Jones - theremín, vocal de apoyo (2022 - actualmente)
- Communex - ? (? - actualmente)

### Exintegrantes
- David Thomas - vocal, teclados, acordeón, musette, theremin (1975 - 1982, 1987 - 2025) (fallecido en 2025)
- Scott Krauss - batería, teclados (1975 - 1981, 1987 - 1994)
- Allen Ravenstine - sintetizador, saxofón (1975 - 1982, 1987 - 1988)
- Tom Herman - guitarra, bajo (1975 - 1979, 1995 - 2002, 2016)
- Tim Wright - guitarra, bajo (1975 - 1976) (fallecido en 2013)
- Peter Laughner - guitarra, bajo (1975 - 1976)
- Dave Taylor - sintetizador, órgano (1975 - 1976)
- Alan Greenblatt - guitarra (1976)
- Tony Maimone - guitarra, bajo, teclados (1976 - 1982, 1987 - 1993, 2003 - 2004)
- Anton Fier - batería, marimba (1977 - 1978, 1981 - 1982) (fallecido en 2022)
- Mayo Thompson - guitarra (1979 - 1982)
- Jim Jones - guitarra, teclados (1987 - 1995) (fallecido en 2008)
- Eric Drew Feldman - teclados (1979 - 1982)
- Garo Yellin - violonchelo eléctrico (1993 - 1994)
- Paul Hamann - bajo (1994)
- Scott Benedict - batería (1994 - 1995)
- Wayne Kramer - guitarra (1998) (fallecido en 2024)
- Sarah Jane Morris - vocal de apoyo (2009)
- David Cintron - guitarra (2013)
- Darryl Boon - clarinete (2013 - 2018)
- Gary Siperko - guitarra (2016 - 2018)
- Christoph Hahn - steel guitar (2016 - 2018)
- Robert Wheeler - sintetizador, theremin (1994 - 2007, 2009 - 2020)
- P.O. Jørgens - batería, percusión (2019)
- Chris Cutler - batería, electrónicos (1987 - 1990, 2004, 2019 - 2022)
- Graham Dowdall "Gagarin" - sintetizador, electrónicos (2007 - 2024) (fallecido en 2024)

## Discografía

### Álbumes de estudio
- 1978: "The Modern Dance" (Blank Records)
- 1978: "Dub Housing" (Chrysalis Records)
- 1979: "New Picnic Time" (Chrysalis Records)
- 1980: "The Art of Walking" (Rough Trade Records, Cooking Vinyl, Thirsty Ear Recordings, Get Back Records)
- 1982: "Song of the Bailing Man" (Rough Trade Records, Cooking Vinyl, Thirsty Ear Recordings, Get Back Records, Fire Records)
- 1988: "The Tenement Year" (Fontana Records, Enigma Records)
- 1989: "Cloudland" (Fontana Records)
- 1991: "Worlds in Collision" (Fontana Records)
- 1993: "Story of My Life" (Fontana Records, Imago Records)
- 1995: "Ray Gun Suitcase" (Tim/Kerr)
- 1998: "Pennsylvania" (Cooking Vinyl)
- 2002: "St. Arkansas" (Glitterhouse Records, SpinART Records)
- 2006: "Why I Hate Women" (Smog Veil Records, Glitterhouse Records)
- 2013: "Lady from Shanghai" (Fire Records)
- 2014: "Carnival of Souls" (Fire Records)
- 2017: "20 Years in a Montana Missile Silo" (Cherry Red Records)
- 2019: "The Long Goodbye" (Cherry Red Records)
- 2023: "Trouble On Big Beat Street" (Cherry Red Records)

### Colaboraciones
- Long Live Père Ubu! (2009, con Sarah Jane Morris)

### Sencillos y EP
- "30 Seconds Over Tokyo" b/w "Heart of Darkness" (1975)
- "Final Solution" b/w "Cloud 149" (1976)
- "Street Waves" b/w "My Dark Ages (I Don't Get Around)" (1976)
- "The Modern Dance" b/w "Heaven" (1977)
- "The Fabulous Sequel (Have Shoes Will Walk)" b/w "Humor Me" and "The Book Is On The Table" (1979)
- "Datapanik In The Year Zero-A" (Cara A: "Final Solution"  – Cara B: "My Dark Ages (I Don't Get Around)") (1980)
- "Not Happy" (1981 – Cara A: "Not Happy"  – Cara B: "Lonesome Cowboy Dave")
- "We Have The Technology" (1988)
- "Breath" (1989)
- "Love Love Love" (1989)
- "Waiting For Mary (What Are We Doing Here)" (1989)
- "I Hear They Smoke The Barbecue" (1990)
- "Oh Catherine" (1991)
- "Folly Of Youth" (1995)
- "Beach Boys" (1996)
- "Slow Walking Daddy" (2002)
- "The Geography Of Sound In The Magnetic Age" (2003)

### Álbumes en Directo
- 390° of Simulated Stereo (1981)
- One Man Drives While the Other Man Screams (1989)
- Apocalypse Now (1999)
- The Shape of Things (2000)
- London Texas (2009)

### Recopilaciones
- Terminal Tower (1985) (recopilación de sencillos y caras B)
- Datapanik in Year Zero (1996) (caja recopilatoria)